# Turóczi Éva
Turóczi Éva Anna névvariáns Túróczi; Thúróczy (Budapest, 1966. november 16. –) magyar színésznő.

## Életpályája
A csepeli Jedlik Ányos Gimnáziumban érettségizett. 1987 és 1991 között a Színház- és Filmművészeti Főiskola hallgatója volt, a Horvai István és Kapás Dezső által vezetett osztályban. Főiskolásként gyakorlati idejét a Nemzeti Színházban, a Várszínházban és a Józsefvárosi Színházban töltötte. 
Diploma utána egy évadot együtt töltött még az osztály, és a Játékszínben közösen kezdték színészi pályájukat. 1992-től a Miskolci Nemzeti Színház tagja volt. 1998-tól a székesfehérvári Vörösmarty Színházban szerepelt. 2001-től a Nevesincs Színház előadásain lépett fel.
2005 és 2015 között szabadfoglalkozású művészként több utazó társulattal is fellépett (Leányfalusi Szekér Színház stb.). 2003-tól készít önálló programokat (Édith Piaf, Josephine Baker, Karinthy feldolgozás, gyermek- és irodalmi műsorok stb.). 2011-től a Gózon Gyula Kamaraszínház színésznője, vendégművészként szerepelt a Budaörsi Latinovits Színházban is.

## Fontosabb színházi szerepeiből
- Erdélyi Mihály: Vedd le a kalapod a honvéd előtt... Lola (Józsefvárosi Színház)
- John-Michael Tebelak – Stephen Schwartz: Godspell... szereplő (Várszínház)
- Anton Pavlovics Csehov – Kosztolányi Dezső – Háy Gyula – Nagy András – Kapás Dezső: Magyar három nővér... Róza
- Fjodor Mihajlovics Dosztojevszkij: A Karamazov testvérek... Grusenyka
- Edmond Rostand: Cyrano de Bergerac... Roxane
- Németh Ákos: Júlia és a hadnagy...Júlia
- Friedrich Schiller: Ármány és szerelem... Lujza, Millerék leánya
- Heltai Jenő – Ránki György: Hamupipőke... Hamupipőke
- J. D. Salinger – Békés Pál: Habhegyező... Sunny, Eustácia nővér, Szőke lány, Mary
- Samuel Beckett: Godot-ra várva... Lány
- Bródy Sándor: A szerető... Eőz Anna
- Vörösmarty Mihály – Tarbay Ede: Csongor és Tünde meséje... Tünde
- Rudyard Kipling – Dés László – Geszti Péter: Dzsungel könyve... Bagira
- Carlo Collodi – Litvai Nelli: Pinokkió... Táltos tücsök
- Jókai Mór: A kőszívű ember fiai... Alfonsine
- Szophoklész: Antigoné... Kar
- Anton Pavlovics Csehov: Sirály... Polina Andrejevna
- Horváth Péter: ABC (Gömbvillám a Szív utcában)... Ági
- Molnár Ferenc: Menyegző... Piri
- Spiró György: Csirkefej... Anya
- Peter Quilter: Függönyt fel!... Linda

## Önálló estek
- Edith Piaf, Padam 2009. Próbaút
- Százarcú Josephine (Josephine Baker est)
- Karinthy est
- "Szeretném, ha szeretnének"
- Interaktív Gyermekműsorok
- Cseh est
- Messze, messze ...
- Interaktív játszóműsor óvodás és kisiskolás korú gyermekeknek
- Négy évszak
- Szivárvány
- Lázár Ervin a csoda
- Indián tábor
- Népek meséi

## Filmek, tv
- Vörös vurstli (1992)
- A csalás gyönyöre (1992)
- Drága örökösök (2020)
- Drága örökösök – A visszatérés (2023)